# Левіна (співачка)
Ізабелла Луен (нім. Isabella Levina Lueen; більш відома як Левіна) (Бонн, 1991) — німецька співачка. Представниця Німеччини на Євробаченні 2017.

## Біографія
Ізабелла народилася в Бонні у 1991 році, а виросла у місті Хемніц. Отримала диплом International Baccalaureate. Після цього їде до Лондона, де навчалася у Кінгс-коледжі, за спеціальністю «музичний менеджмент».

## Євробачення 2017
У 2016 році стало відомо, що Левіна буде змагатися у національному відборі. У січні 2017 року опинилася в топ-5 фіналістів. У прямому ефірі, співачка виконала 2 пісні, Wildfire і Perfect Life, з яких глядачі повинні були обрати лише одну. Було вирішено, що це пісня Perfect Life. За підсумками фінального голосування конкурсу, 13 травня, посіла	25 місце.

## Дискографія
- Perfect Life (2017)